# Gastrectomia
Gastrectomia é uma técnica cirúrgica em que é retirado parte do estômago (gastrectomia parcial) ou todo o estômago (gastrectomia total).
É possível fazer uma vida praticamente normal sem ter estômago. A vitamina B12 tem que ser injectada aos indivíduos submetidos a gastrectomia total, uma vez que, não tendo estômago para produzir factor intrínseco, não se dá a absorção da vitamina B12 no intestino delgado.